# Josip Dabro
Josip Dabro (ur. 4 stycznia 1983 w Belgradzie) – chorwacki polityk, kickbokser, trener i samorządowiec, w latach 2024–2025 wicepremier oraz minister rolnictwa, leśnictwa i rybołówstwa.

## Życiorys
Uprawiał zawodowo kick-boxing, był członkiem chorwackiej kadry narodowej w tej dyscyplinie. Był też trenerem w klubie sportowym z miasta Otok, pełnił również funkcję jego prezesa. W 2011 uzyskał uprawnienia trenerskie, a w 2012 licencjat z coachingu sportowego na wydziale kinezjologii Uniwersytetu w Zagrzebiu. W 2019 został absolwentem studiów magisterskich z kinezjologii na prywatnej uczelni Univerzitet u Travniku w Bośni i Hercegowinie.
Zaangażował się w działalność polityczną w ramach Chorwackiej Wspólnoty Demokratycznej (HDZ). W 2013 zasiadł w radzie żupanii vukowarsko-srijemskiej, w latach 2017–2021 był zastępcą żupana. W 2021 wystąpił z HDZ, dołączył następnie do Ruchu Ojczyźnianego (DP). Był zastępcą sekretarza generalnego, a w 2023 objął funkcję sekretarza generalnego tego ugrupowania. W wyborach w 2024 uzyskał mandat posła do Zgromadzenia Chorwackiego.
W powołanym w maju 2024 trzecim rządzie Andreja Plenkovicia został wicepremierem oraz ministrem rolnictwa, leśnictwa i rybołówstwa. W styczniu 2025 złożył dymisję po ujawnieniu nagrania, na którym zarejestrowano, jak strzelał na oślep z pistoletu z jadącego samochodu.